# Saints-Geosmes
Saints-Geosmes è un comune francese di 1 019 abitanti situato nel dipartimento dell'Alta Marna nella regione del Grand Est.

## Società

### Evoluzione demografica
Abitanti censiti